# Plymouth Acclaim
Der Plymouth Acclaim ist eine vom US-amerikanischen Automobilhersteller Plymouth von 1988 bis 1995 angebotene Limousine der Mittelklasse mit Frontantrieb.

## Übersicht
Der Acclaim erschien zum Modelljahr 1989 als Nachfolger der Plymouth Caravelle; seine Schwestermodelle im Konzern waren der Dodge Spirit und die erst 1990 erschienene Chrysler-LeBaron-Limousine.
Angetrieben wurde der Acclaim, den es bis 1991 als Basisversion, als LE und als LX, später nur noch in einer Ausstattungsversion gab, von Chryslers 2,5 l-Reihenvierzylinder oder einem Dreiliter-V6, letzterer serienmäßig mit einer Viergangautomatik gekoppelt. Nur 1989/90 gab es zudem eine Turboversion des 2,5-Liters.
Am Acclaim wurden über seine gesamte Laufzeit nur sehr geringfügige Änderungen vorgenommen. 1993 erhielt der Acclaim ein kleines Facelift mit einem neuen Kühlergrill und anderen kleineren Detailänderungen, einschließlich eines neuen verchromten Pentastar-Haubenlogos.

Insgesamt fertigte Plymouth vom Acclaim 522.000 Stück.

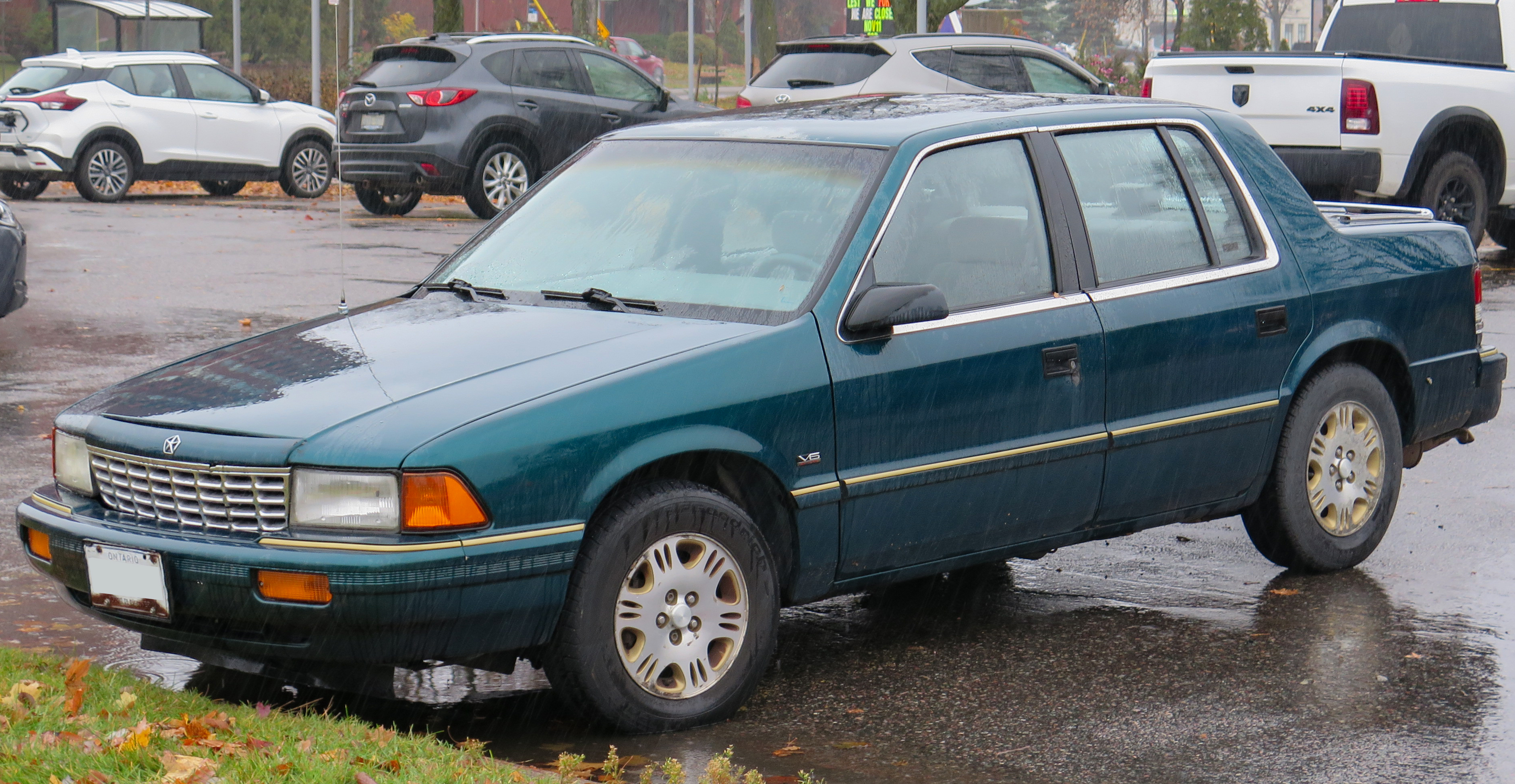
Facelift-Modell (1993–1995)
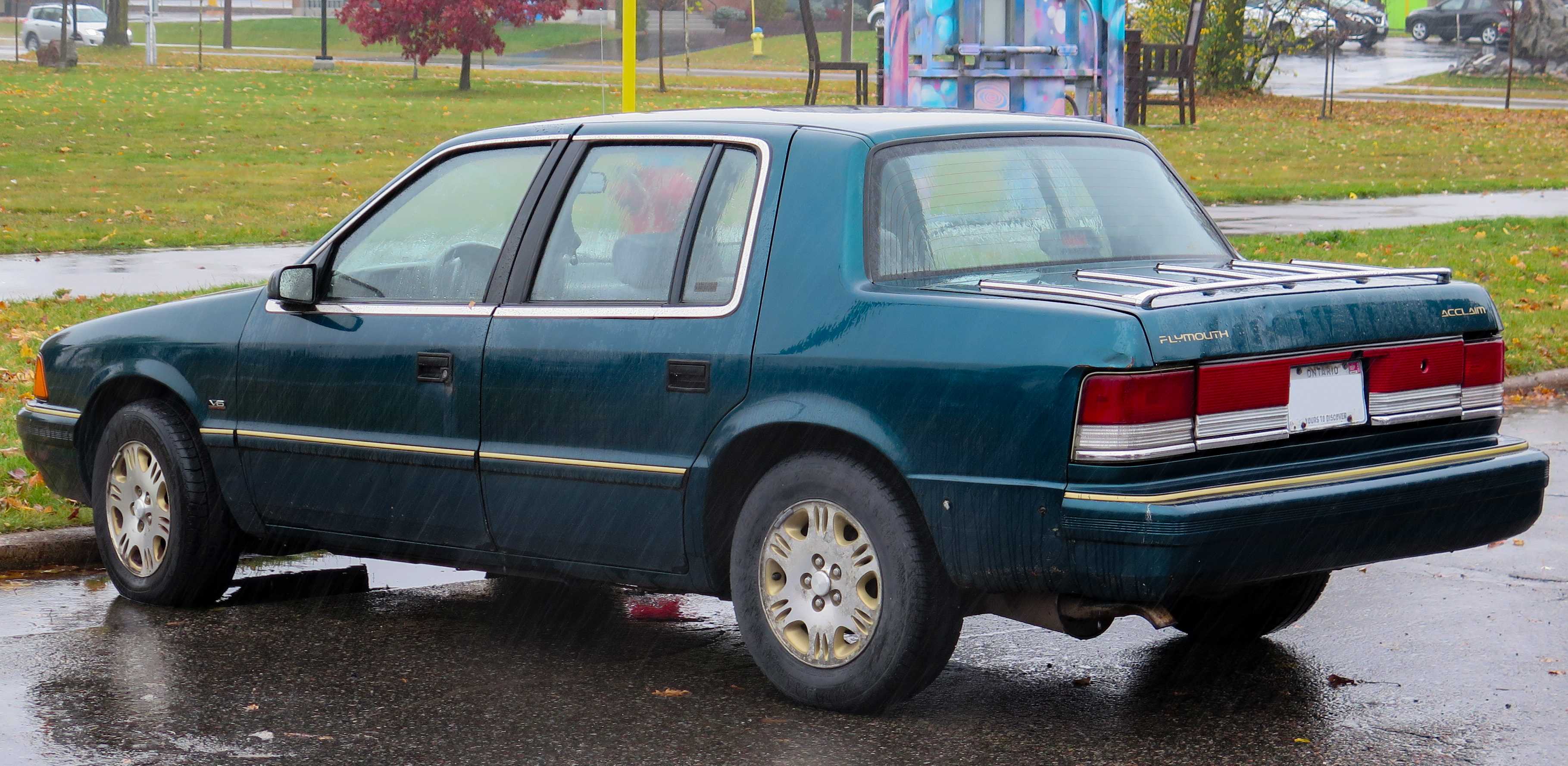
Heckansicht